# Jessains
Jessains är en kommun i departementet Aube i regionen Grand Est (tidigare regionen Champagne-Ardenne) i nordöstra Frankrike. Kommunen ligger  i kantonen Vendeuvre-sur-Barse som ligger i arrondissementet Bar-sur-Aube. År 2022 hade Jessains 253 invånare.

## Befolkningsutveckling
Antalet invånare i kommunen Jessains
Referens: INSEE